# Emmenosperma
Emmenosperma é um género botânico pertencente à família Rhamnaceae.